# Interruptie
Een interruptie is een onderbreking. In vergaderingen betekent een interruptie een onderbreking van iemand die aan het woord is. 

## Politiek

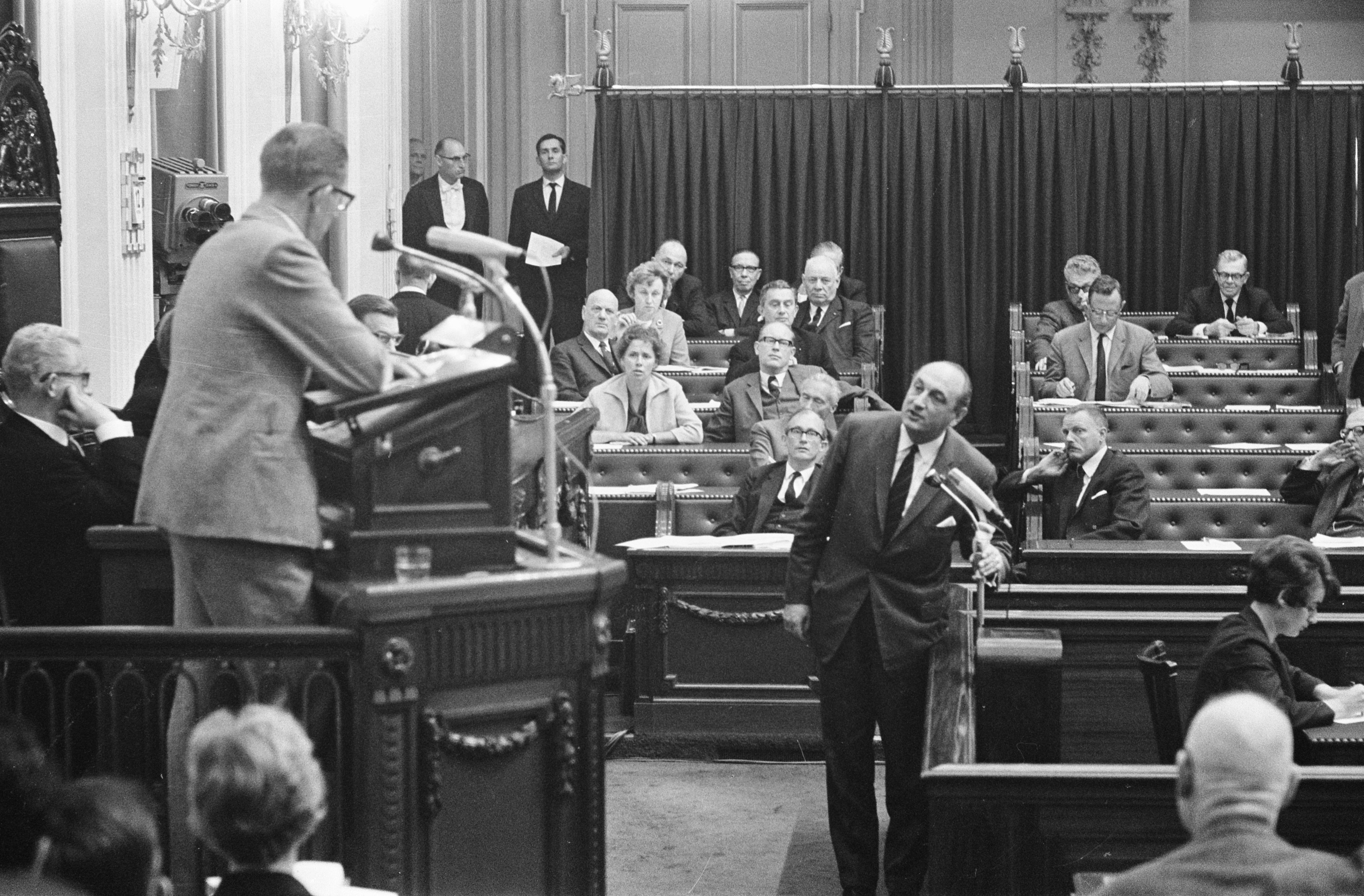
Edzo Toxopeus interrumpeert Hendrik Koekoek in de Oude Zaal van de Nederlandse Tweede Kamer (12 oktober 1966).

Interrupties waren en zijn in de meeste parlementen niet toegestaan. In de Nederlandse Tweede Kamer staan interruptiemicrofoons opgesteld, voor leden die de spreker die achter het spreekgestoelte het woord voert of de bewindspersoon willen onderbreken. De interruptie kan geplaatst worden nadat de voorzitter de spreker hiertoe het woord heeft gegeven. De tijd die verstrijkt met de interrupties en het reageren daarop wordt niet meegeteld in de spreektijd van de spreker achter het spreekgestoelte. Tijdens een maidenspeech wordt gewoonlijk niet geïnterrumpeerd. 
Het interrumperen van Nederlandse bewindslieden ontstond per toeval begin jaren vijftig van de negentiende eeuw. Het begon met Tweede Kamerlid dominee Wolter Robert baron van Hoëvell die spontaan commentaar gaf op een spreker die aan het woord was. Aangezien de spreker op zijn beurt weer reageerde op Van Hoëvell werden beider woorden opgenomen in de Handelingen. De baron ging in latere vergaderingen door met het interrumperen van sprekers en als gevolg daarvan werd het ook voor anderen een gewoonte in de praktijk van de Tweede Kamer.
Vanaf 28 februari 2023 is het ook in de Staten van Curaçao toegestaan om sprekers te interrumperen.